# Federica Falzon
Federica Falzon (* 17. Februar 2003 in Ħal Safi) ist eine junge Mezzosopran-Sängerin aus Malta.

## Leben und Karriere
Die junge Sängerin begann im Alter von acht Jahren mit dem Gesang. Sie besuchte zusammen mit ihrem Großvater Karaoke-Clubs, in denen sie animiert wurde, Gesangsunterricht zu nehmen. 2011 sang sie beim Festa Hiliet zum ersten Mal vor Publikum. Sie nahm auch an Gesangswettbewerben wie Ti lascio una canzone teil, wo unter anderem der Teilnehmer aus San Marino beim Junior Eurovision Song Contest 2013 im Vorjahr aufgetreten ist. Im November 2013 gewann sie bei Ghanja Gmiel is-Seba Noti mit dem Lied "Ilwien il-Holqien".
Am 20. April 2014 gab Public Broadcasting Service (PBS), der Rundfunk Maltas, bekannt, dass man nach dem Sieg im Vorjahr auch 2014 den Beitrag für den Junior Eurovision Song Contest 2014 im eigenen Land intern wählen würde, die Auswahl des Interpreten fiel auf Federica Falzon. Die Komponisten sind  die des Vorjahressiegers "The Start", namentlich Elton Zarb und Matt Muxu. Sie trat mit dem Lied Diamonds an und erreichte damit den vierten Platz.

## Diskografie
- 2014: Diamonds